# Ángel Acciaresi
Ángel Acciaresi (Buenos Aires, Argentina, 26 de març de 1908) és un director de cinema que ha desenvolupat la seva carrera a l'Argentina. El 1936 va començar a treballar als estudis Lumiton com a assistent a la pel·lícula Los muchachos de antes no usaban gomina dirigida per Manuel Romero. Més endavant va ser assistent de diversos directors com Lucas Demare, Hugo del Carril, Armando Bó, Kurt Land i Enrique Carreras. El 1961 va dirigir el seu primer film, la coproducció amb Brasil, Tercer mundo al que van seguir altres pel·lícules. També figura als crèdits de Las aventuras de Pikín (1977) com a codirector tot i que només va estar tres dies en el rodatge.